# Calliopsis filiorum
Calliopsis filiorum är en biart som först beskrevs av Rozen 1963.  Calliopsis filiorum ingår i släktet Calliopsis och familjen grävbin. Inga underarter finns listade.